# Tour des Flandres 1943
Le Tour des Flandres 1943 est la 27e édition du Tour des Flandres. La course a lieu le 19 avril 1943, avec un départ et une arrivée à Gand sur un parcours de 215 kilomètres. 
Le vainqueur final est le coureur belge Achiel Buysse, qui s'impose au sprint devant ses deux compagnons d’échappée à Gand. Les Belges Albert Sercu et Camille Beeckman complètent le podium. 
Il s'agit de la troisième et dernière victoire dans la classique de Buysse, après celles obtenues en 1940 et 1941. Il est le premier coureur à atteindre ce record.

## Classement final
|    | Coureur            | Pays     | Équipe             | Temps           |
| -- | ------------------ | -------- | ------------------ | --------------- |
| 1  | Achiel Buysse      | Belgique | Dilecta-Wolber     | 6 h 07 min 58 s |
| 2  | Albert Sercu       | Belgique | Dilecta-Wolber     | m. t.           |
| 3  | Camille Beeckman   | Belgique |                    | m. t.           |
| 4  | Sylvain Grysolle   | Belgique | Dilecta-Wolber     | + 25 s          |
| 5  | Marcel Kint        | Belgique | Mercier-Hutchinson | + 1 min 20 s    |
| 6  | Albert Beirnaert   | Belgique |                    | + 1 min 20 s    |
| 7  | Joseph Moerenhout  | Belgique | Dilecta-Wolber     | + 1 min 20 s    |
| 8  | Dolf Vandenbossche | Belgique |                    | + 1 min 20 s    |
| 9  | Jan Van Steen      | Belgique |                    | + 1 min 20 s    |
| 10 | Eugène Kiewit      | Belgique |                    | + 1 min 20 s    |